# Achille Reggiani
Achille Reggiani es una actor de cine y teatro francés conocido por su papel en la película Saturn Bowling en 2022, trabajo que le valió el reconocimiento de la crítica. Por dicho rol ganó un premio en la 20° edición de los premios de la Sociedad Internacional de Cinéfilos a mejor actor.

## Biografía
Achille Reggiani nació en Francia. Es hijo de la directora Patricia Mazuy con quien ha trabajado en las cintas Paul Sanchez est revenu! (2018) y la Saturn Bowling (2022).

## Filmografía
- Jamais contente (2016)
- Paul Sanchez est revenu! (2018)
- Saturn Bowling (2022)

## Premios y nominaciones
| Premio/Festival de Cine                           | Fecha del evento      | Categoría   | Nominado       | Resultado | Ref.  |
| ------------------------------------------------- | --------------------- | ----------- | -------------- | --------- | ----- |
| Premios de la Sociedad Internacional de Cinéfilos | 12 de febrero de 2023 | Mejor actor | Saturn Bowling | Ganador   | [ 1 ] |